# María Teresa del Corazón de Jesús
Theodelinde Bourcin-Dubouché (Montauban, 2 de mayo de 1809-París, 30 de agosto de 1863), más conocida por su nombre religioso María Teresa del Corazón de Jesús, fue una religiosa católica francesa, fundadora de las Hermanas de la Adoración Reparadora. En la Iglesia católica es considerada venerable.
Bourcin-Dubouché nació en el seno de una familia noble, sus padres fueron Jean-Baptiste Bourcin du Bouché, señor de Bouchet, y Marie Elisabethe Carlotta Marini. Crecida en un ambiente donde no se tenía ninguna práctica religiosa, durante su adolescencia tiene un acercamiento a las doctrinas jansenistas. En 1833 inicia a estudiar pintura bajo el acompañamiento de François-Louis Dejuinne, medio que le permite conocer el mundo de las artes, el teatro, los conciertos y las recepciones literarias. Fue la pintura la que la llevó a conocer los misterios principales del cristianismo: la Encarnación, la Redención y la Eucaristía, y a través de ella, fue objeto, según cuentan sus biógrafos de varias experiencias místicas.
Theodelinde Bourcin-Dubouché pidió a la priora del Carmelo de París, la creación de una Tercera Orden, regulares y seculares. Con la aprobación de la priora y de las autoridades eclesiásticas inició la obra el 6 de agosto de 1848. La pequeña comunidad, por ella formada, fue aprobada por el arzobispo de París, Marie Dominique Auguste Sibour, en febrero de 1849, con el nombre de Congregación de la Adoración Reparadora. El 27 de mayo de ese mismo año, Theodelinde viste el hábito de terciaria carmelita, tomando el nombre de María Teresa del Corazón de Jesús.
María Teresa del Corazón de Jesús fundó la comunidad de Lyon (1850), allí por intentar salvar el Santísimo Sacramento de un incendio, sufrió graves quemaduras que la marcaron para el resto de su vida. Hizo la profesión perpetua el 10 de febrero de 1859. La última de sus fundaciones fue la comunidad de Chalons-sur-Marne. Murió con fama de santidad el 30 de agosto de 1863. Sus restos reposan en la capilla de la Adoración Perpetua de la casa madre de la congregación en París. El papa Pío X la declaró venerable el 19 de marzo de 1913.